# Le Fils du pendu
Pour les articles homonymes, voir Moonrise.
Pour plus de détails, voir Fiche technique et Distribution.
Le Fils du pendu (Moonrise) est un film américain réalisé par Frank Borzage d'après un roman de Theodore Strauss, sorti en 1948.

## Synopsis
Durant toute sa jeunesse, Danny Hawkins a été victime de harcèlement : on se moque de lui car son père a été condamné à mort par pendaison. Danny n'arrive pas à s'intégrer dans la communauté sudiste où il vit. On lui rappelle sans cesse son hérédité, et il finit par tuer, en légitime défense, un de ses harceleurs. Rongé par la culpabilité, il pense qu'il est victime de la malédiction de son père. Pour échapper au shérif, il s'enfuit par les marais et retrouve sa grand-mère qui lui parle de son père. Au matin, il se rend et retrouve la femme qu'il aime.

## Fiche technique
- Titre original : Moonrise
- Titre français : Le Fils du pendu
- Réalisation : Frank Borzage
- Scénario : Charles F. Haas (screenplay), Theodore Strauss (nouvel)
- Direction artistique : Lionel Banks
- Décors : John McCarthy Jr., George Sawley
- Costumes : Adele Palmer
- Maquillage : Bob Mark (superviseur)
- Photographie : John L. Russell
- Montage : Harry Keller)
- Musique : William Lava
- Production : 
  - Producteur : Charles F. Haas
  - Producteur exécutif : Marshall Grant (non crédité)
- Société(s) de production : Republic Pictures Corporation
- Société(s) de distribution :
  -  États-Unis : Republic Pictures Corporation
  -  France : Les Films Fernand Rivers
- Pays de production :  États-Unis
- Langue originale : anglais
- Format : noir et blanc – 35 mm – 1,37:1 – mono (RCA Sound System)
- Genre : drame, crime
- Durée : 90 minutes
- Dates de sortie : 
  - États-Unis : 1er octobre 1948
  - France : 4 août 1950, 27 novembre 2019 (ressortie)

## Distribution
- Dane Clark : Danny Hawkins
- Gail Russell : Gilly Johnson
- Allyn Joslyn : Clem Otis, le shérif
- Rex Ingram : Mose Jackson
- Ethel Barrymore : la grand-mère de Danny
- Selena Royle : tante Jessie
- Harry Morgan (crédité Henry Morgan) : Billy Scripture
- Houseley Stevenson : oncle Joe Jingle
- David Street (en) : Ken Williams
- Harry Carey Jr. : Jimmy Biff
- Irving Bacon : Judd Jenkins
- Lloyd Bridges : Jerry Sykes
- Harry Cheshire : J.B. Sykes, le père de Jerry
- Phil Brown : Elmer, le serveur
- Lila Leeds : Julie
- Oliver Blake : Ed Conlon
- Tom Fadden : Homer Blackstone
- Clem Bevans : Jake
- Monte Montague (non crédité) : un chasseur